# Crotalaria mexicana
Crotalaria mexicana là một loài thực vật có hoa trong họ Đậu. Loài này được Windler miêu tả khoa học đầu tiên.